# Поньо
Поньо (італ. Pogno, п'єм. Pogn) — муніципалітет в Італії, у регіоні П'ємонт,  провінція Новара.
Поньо розташоване на відстані близько 540 км на північний захід від Рима, 95 км на північний схід від Турина, 37 км на північний захід від Новари.
Населення — 1500 осіб (2014).
Щорічний фестиваль відбувається 29 червня. Покровитель — Петро (апостол).

## Демографія
Населення за роками:

Станом на 1 січня 2023 року в муніципалітеті офіційно проживало 97 іноземців з 16 країн, серед них 13 громадян країн Євросоюзу та 7 громадян України.

## Сусідні муніципалітети
- Гоццано
- Мадонна-дель-Сассо
- Сан-Мауриціо-д'Опальйо
- Соризо
- Вальдуджа